# STS-61-F
STS-61-F – anulowana misja promu kosmicznego Challenger. Miała początkowo odbyć się w czerwcu 1986, następnie przełożona na wrzesień. Po katastrofie Challengera misję wykreślono z planu lotów.

## Załoga
- Frederick Hauck – dowódca
- Roy Bridges – pilot
- John Lounge – specjalista misji
- David Hilmers – specjalista ładunku